# Saxifraga tombeanensis
Saxifraga tombeanensis (Boiss. ex Engl., 1869), comunemente nota come Sassifraga del monte Tombea, è una pianta erbacea appartenente alla famiglia delle Saxifragaceae, endemica delle Prealpi.

## Descrizione
È una specie perenne ad accrescimento lentissimo che forma cuscinetti emisferici molto compatti (pulvini) larghi fino a circa 20 centimetri, costituiti da fusticini legnosi e ramificati, lunghi da 5 a 10 cm, che portano rosette di foglie embriciate e che sono coperti da fitti peli ghiandolari sotto l'infiorescenza. I fiori sono bianchi, generalmente a gruppetti di 2-3, con petali spatolati. È una specie tipica di rupi compatte o fessurate, calcaree o dolomitiche, poste generalmente tra i 1000 e 2000 metri. Si trova in piccole popolazioni e all'interno del suo areale, ma può essere assente in moltissimi luoghi che sembrerebbero adatti alla sua crescita. Ha fioritura precoce (maggio).

## Distribuzione

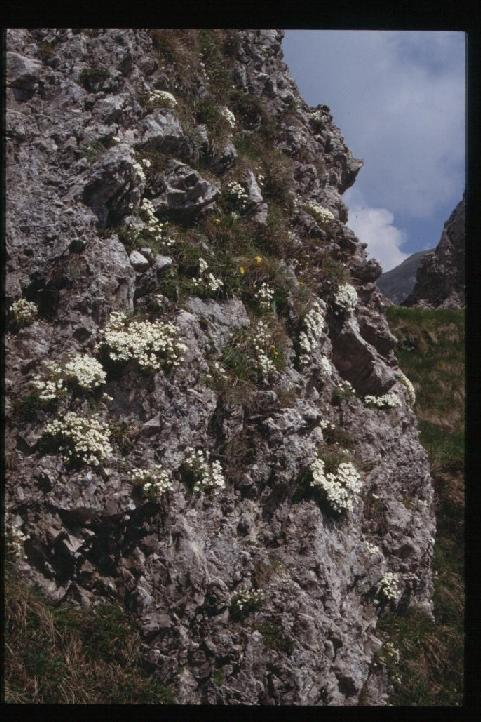
Rupi di crescita della Saxifraga tombeanensis

È una pianta endemica delle Prealpi trentino-bresciane-veronesi, tra la Corna Blacca e il monte Baldo. In particolare varie popolazioni sono note nella catena montuosa che comprende monte Tombea, monte Caplone, Bocca di Lorina e monte Tremalzo. Il primo esemplare noto ai botanici fu raccolto proprio sul monte Tombea da Friedrich Leybold nel 1853. Sempre qui Pierre Edmond Boissier raccolse nel 1856 le piante che comunicò allo specialista di Saxifraga Adolf Engler. Quest'ultimo pubblicò questa specie nel 1859 con il nome di Saxifraga tombeanensis, la «sassifraga del monte Tombea». Degne di nota sono anche le cospicue stazioni del Gruppo del Cadria, mentre isolate verso nord appaiono alcune popolazioni localizzate sulla catena a settentrione di Mezzocorona. Contrariamente da quanto riportato da alcune fonti, la Saxifraga tombeanensis non cresce nelle seguenti località: Gruppo di Brenta, Gruppo dell'Adamello, monte Pasubio, monte Bondone.

## Protezione
La legge della Provincia autonoma di Trento 25 luglio 1973, n. 17 di Protezione della flora alpina all'art. 3 dispone che «è vietata la raccolta o la detenzione delle seguenti specie o di parte di esse:» e alla lettera uu) è elencata la «saxifraga tombeanensis Boiss. ex Engler - (sassifraga del monte Tombea)»
La saxifraga tombeanensis è citata nell'allegato II della direttiva Habitat 92/43/CEE relativa alla conservazione degli habitat naturali e seminaturali e della flora e della fauna selvatiche.
La Provincia autonoma di Trento ha recepito la direttiva nell'ambito del progetto Natura 2000 con l'istituzione del sito di importanza comunitaria (SIC) 2000IT3120127 - Monti Tremalzo e Tombea.